# Chyrów (hromada)
Chyrów – hromada terytorialna w rejonie samborskim obwodu lwowskiego Ukrainy. Siedzibą hromady jest miasto Chyrów.

## Miejscowości hromady
W skład hromady wchodzi miasto Chyrów i 24 miejscowości:

- Chyrów – miasto, centrum hromady
- Berezów
- Bąkowice
- Czaple
- Głęboka
- Grodowice
- Humieniec
- Janów
- Katyna
- Libuchowa
- Łopusznica
- Murowane
- Pawłowka
- Polana
- Rajnowa
- Skeliwka
- Słochynie
- Starzawa
- Szumina
- Suszyca Wielka
- Śliwnica
- Tarnawka
- Terło
- Zarzecze
- Zasadki